# Большемурашкинський район
Большемурашкинський район (рос. Большемурашкинский район) — адміністративно-територіальна одиниця (район) та муніципальне утворення (муніципальний район) у центральній частині Нижньогородської області Росії.
Адміністративний центр — робітниче селище Велике Мурашкино.

## Історія
Район було утворено 1929 року.

## Населення
| 1939    | 1959    | 1970    | 1979    | 1989    | 2002    | 2008    |
| ------- | ------- | ------- | ------- | ------- | ------- | ------- |
| 39 939  | ↘18 128 | ↘15 830 | ↘14 391 | ↘13 867 | ↘12 585 | ↘11 609 |
| 2009    | 2010    | 2011    | 2012    | 2013    | 2014    | 2015    |
| ↘11 410 | ↘10 508 | ↘10 442 | ↘10 361 | ↘10 241 | ↗10 263 | ↘10 127 |
| 2016    | 2017    |         |         |         |         |         |
| ↘9877   | ↘9684   |         |         |         |         |         |